# Slaterocoris schaffneri
Slaterocoris schaffneri är en insektsart som beskrevs av Knight 1970. Slaterocoris schaffneri ingår i släktet Slaterocoris och familjen ängsskinnbaggar. Inga underarter finns listade i Catalogue of Life.